# Trường học siêu nhân
Trường học siêu nhân (tựa gốc tiếng Anh: Sky High) là một bộ phim điện ảnh Mỹ thuộc thể loại hài – hành động – siêu anh hùng ra mắt năm 2005 do Mike Mitchell làm đạo diễn, với Paul Hernandez, Bob Schooley và Mark McCorkle viết kịch bản. Phim có sự tham gia diễn xuất của các diễn viên gồm Michael Angarano, Danielle Panabaker, Mary Elizabeth Winstead, Kelly Preston và Kurt Russell. Tác phẩm kể về câu chuyện của Will Stronghold, con trai của hai siêu anh hùng đang theo học tại một trường trung học trên không dành cho các siêu anh hùng tuổi teen, nơi sức mạnh của anh ta phát huy; anh phải đối mặt với khoảng cách ngày càng xa với những người bạn cũ của mình, mối đe dọa từ một siêu thần bí ẩn và có được cô gái trong mơ của anh.
Phim được ra rạp vào ngày 29 tháng 7 năm 2005 tại Mỹ và ngày 14 tháng 10 cùng năm tại Việt Nam, và thu về 86,4 triệu USD trên toàn thế giới với kinh phí 35 triệu USD. Dù nhận được những lời khen ngợi từ giới chuyên môn và công chúng, nhưng trong những năm kể từ khi phát hành, danh tiếng của tác phẩm đã được cải thiện đáng kể, đến mức được một số người coi là một bộ phim đình đám và trở thành một tác phẩm có lượng người hâm mộ trung thành khá lớn.

## Nội dung
Will Stronghold do dự khi bắt đầu năm đầu tiên của mình ở Sky High, một trường học bí mật trên không dành cho con cái của các siêu anh hùng. Trong khi cha mẹ của anh – Steve và Josie – là những siêu anh hùng hàng đầu thế giới với bí danh "Commander" và "Jetstream", thì bản thân Will lại không phát triển bất kỳ khả năng siêu phàm nào. Đây là một nguồn gốc gây lo lắng tột độ cho anh vì quyền lực thường là do di truyền và anh cảm thấy gánh nặng phải sống theo danh tiếng của gia đình mình. Vào ngày đầu tiên đến trường, Will và người bạn thân nhất của mình Layla – người sở hữu khả năng điều khiển thực vật mạnh mẽ – kết bạn với một số học sinh mới, bao gồm Zach, Ethan và Magenta, cũng như tài xế xe buýt thân thiện Ron Wilson – người luôn mơ ước có siêu năng lực, trong khi anh phải ngăn chặn những tên bắt nạt trong trường gồm Speed, Lash và Penny. Trong quá trình huấn luyện anh hùng, người hướng dẫn của họ chia các nhóm thành "anh hùng" hoặc "phụ tá anh hùng" dựa trên sức mạnh của họ, và Will nhanh chóng bị bẽ mặt khi anh ta không thể biểu hiện bất kỳ khả năng nào. Layla từ chối làm bài kiểm tra, vì vậy họ và bạn bè của họ được đưa vào nhóm "phụ tá anh hùng" và nhận ra rằng họ đang ở dưới cùng của trật tự xã hội dựa trên bè phái. Mặc dù vậy, Will vẫn thấy an ủi với người thầy mới của họ, Mr. Boy – trước đây là đồng đội của Steve, và "Cậu bé toàn Mỹ" – người đã cho họ thấy rằng có vinh dự khi làm việc ở hậu trường, ngay cả khi có chút vinh quang.
Steve và Josie ban đầu tưởng rằng Will đã được nhận vào lớp "anh hùng" nên họ vui vẻ chào đón anh và mời anh vào thánh địa – một khu bảo tồn bí mật của gia đình, và Steve nói với Will về hợp tác đầu tiên của họ để ngăn chặn Royal Pain với siêu vũ khí của hắn ta – Núm vú giả – hiện là một chiến lợi phẩm được đánh giá cao. Khi Will thú nhận rằng anh đang ở lớp "phụ tá anh hùng", cha mẹ của anh đã phải nén sự thất vọng của họ và cố gắng hết sức để hỗ trợ anh. Về sau, Will từ từ bắt đầu thích thú với nhóm đồng minh mới của mình trong lúc được đào tạo "phụ tá anh hùng".
Sau vài tháng, Will bị lôi kéo vào một cuộc chiến với sinh viên biết khống hỏa Warren Peace; cuộc chiến ban đầu chỉ là một chiều cho đến khi Warren đe dọa bạn bè của Will và sức mạnh siêu phàm tiềm ẩn của Will xuất hiện. Trong khi gây ấn tượng với hầu hết các sinh viên, Will và Warren bị giam giữ và cả hai đều miễn cưỡng đồng ý với một thỏa thuận đình chiến. Do chính sách của nhà trường, họ thúc đẩy việc đưa Will vào các lớp "anh hùng", và với sự khuyến khích của Mr. Boy và các bạn cùng lứa tuổi, Will đồng ý và tham gia cùng những học sinh nổi tiếng và mạnh mẽ hơn. Tại đây, anh gặp kỹ thuật viên Gwen Grayson – chủ tịch hội sinh viên và là nữ sinh nổi tiếng nhất trường, và từ đó anh trở nên xa cách và xa lánh với những người bạn cũ của mình. Gwen đến thăm nhà của Stronghold, mời Steve và Josie tham dự dạ hội Trở về nhà của trường, và cuối cùng mời cả Will với mong muốn trở thành bạn gái của mình. Nhận thấy sự rạn nứt ngày càng tăng giữa mình và Will, Layla cố gắng đi chơi nhiều hơn với Warren nhằm khơi dậy lòng ghen tị, tiết lộ với anh rằng cô đã yêu thầm Will từ lâu.
Gwen thuyết phục Will tổ chức một bữa tiệc khiêu vũ trước dạ hội Trở về nhà tại nhà của anh. Ở đó, anh cố gắng gây ấn tượng với cô bằng cách đưa cô vào phòng bí mật và sau đó họ hôn nhau, nhưng ai đó đã ngang nhiên đánh cắp chiếc Núm vú giả. Khi Layla đến nhà để điều tra tiếng ồn và phát hiện ra cả hai, cô phải đối mặt với Gwen. Do Gwen đã thao túng Layla bỏ rơi Will, nên Will nhận ra rằng mình đang bị lợi dụng và nhanh chóng chia tay với Gwen. Cũng vì không thể hòa giải với Layla, nên Will từ chối tham dự buổi dạ hội và đành quyết định chọn ở nhà, mặc dù cha mẹ của anh được mời tham gia với tư cách là khách mời danh dự. Tại thánh địa, Will xem niên giám trường học của gia đình mình và phát hiện ra Sue Tenny – một người phụ trách kỹ thuật từ câu lạc bộ khoa học của trường đang giữ Núm vú giả. Sau đó, Will nhận thấy rằng Tenny rất giống Gwen trước khi phát hiện ra rằng chiếc Núm vú giả đã bị mất tích. Bây giờ Will mới biết rằng Gwen chính là người mà cha mẹ của anh đã giao đấu vào nhiều năm trước, và việc mất chiếc Núm vú giả đó càng khiến cho anh lo ngại về một cuộc chiến khốc liệt sắp xảy đến. Thế là Will nhanh chóng chạy tới ngôi trường Sky High để ngăn chặn điều đó.
Tại dạ hội Trở về nhà, Gwen cho biết cô chính là Royal Pain trước sự ngỡ ngàng của các học sinh và giáo viên tại trường. Ngay sau đó, Speed, Lash và Penny mới hiện nguyên hình là tay sai của cô, và Gwen đã biến tất cả giáo viên và các học sinh thành những đứa trẻ sơ sinh, trong đó có cả cha mẹ của Will. Khi Layla, Warren, Zach, Ethan và Magenta phải trốn thoát, Will đã xuất hiện và anh nhanh chóng làm lành với Layla và những người bạn khác. Với kế hoạch tỉ mỉ do Will đặt sẵn, các bạn phụ tá của anh đã dạy cho những tay sai một bài học nhớ đời, còn Will một mình vào trong hội trường để giao đấu với chính Gwen. Gwen cho biết ngày xưa cô là Sue Tenney và từng bị tẩy chay trong các lớp học "phụ tá" do sức mạnh của cô quá mạnh và thậm chí còn đi trước cả thời đại. Vì quá ghen tuông, cô đã phát triển Núm vú giả để biến người lớn thành trẻ sơ sinh với mục tiêu nuôi dạy họ để trở thành những con người xấu xa, nhưng do sự can thiệp kịp thời của Steve và Josie nên cô đã buộc phải sống lại thời thơ ấu của mình dưới cái tên Gwen. Trong cuộc chiến, Gwen đã ném Will ra khỏi trường, nhưng sức mạnh bay của anh xuất hiện ngay sau đó. Gwen nhanh chóng phá hoại thiết bị chống trọng lực của trường, khiến ngôi trường rơi vào tình trạng rơi tự do cho đến khi Will và những người bạn của anh khôi phục lại nó và khống chế Gwen thành công.
Sau trận chiến, Will và những người bạn của mình đã làm cho các giáo viên và học sinh có cái nhìn rất khác về họ, và giờ đây họ đã ca ngợi rằng Will và các bạn của anh mới là những người anh hùng thực sự. Gwen và những tay sai của cô bị đưa đến giam giữ, rồi cuối cùng phải ngồi tù vì tội ác của mình. Ngôi trường giờ đây đã trở về yên bình như xưa, còn Will cùng Layla nắm tay bay trên bầu trời và rồi họ yêu nhau.

## Diễn viên
- Michael Angarano trong vai William "Will" Theodore Stronghold, một học sinh năm nhất trường Sky High, có cha mẹ là hai siêu anh hùng nổi tiếng nhất - Commander và Jetstream - cũng như các nhân viên bất động sản hàng đầu của Maxville trong danh tính bí mật của họ. Sức mạnh siêu việt của anh ấy, được thừa hưởng từ cha mình, và khả năng bay của anh ấy, thừa hưởng từ mẹ của mình, bắt đầu như không hoạt động và dần dần thể hiện qua bộ phim.
- Danielle Panabaker trong vai Layla Williams, bạn thân thời thơ ấu của Will và là bạn gái sau này, là một người theo chủ nghĩa hòa bình và có khả năng biến hóa và điều khiển đời sống thực vật. Khả năng của mẹ cô được cho là cho phép cô nói chuyện với động vật và cha cô là một người bình thường.
- Mary Elizabeth Winstead trong vai Gwendolyn "Gwen" Grayson / Royal Pain (nữ diễn viên mặc vest) / Susan "Sue" Tenny, một học sinh cuối cấp tại Sky High mà Will cùng với những người khác phải lòng. Sức mạnh của cô ấy là kỹ thuật . Winstead nói về vai trò của mình, "Tôi đã nổi xung quanh. Tôi hoặc là anh hùng của những kẻ sát nhân hoặc là người phụ của những người anh hùng."  Khi cô ấy tham dự Sky High lần đầu tiên, không ai hiểu được lớp năng lực của cô ấy và cô ấy bị coi là một phụ tá và một kẻ lập dị, cuối cùng biến thành một siêu ác nhân. Một tai nạn xảy ra với "Pacifier" khiến cô mất tuổi tác trong trận chiến với The Commander.
  - Patrick Warburton lồng tiếng cho Gwen trong bộ đồ Royal Pain của cô ấy. Winstead cũng đóng vai trò là nữ diễn viên phù hợp với Gwen trong bộ đồ Royal Pain của cô ấy.
- Steven Strait trong vai Warren Peace, con trai của một nữ siêu anh hùng giấu tên và một siêu tội phạm được gọi là Trận chiến Baron, người đang ngồi tù với bốn bản án chung thân. Anh ta là pyrokinetic. Warren là một học sinh trung học bị ruồng bỏ, cố gắng có một cuộc sống đàng hoàng, nhưng thường bị hiểu lầm do là con của một người cha tội lỗi. Tên của anh là một cách chơi chữ của tên cuốn tiểu thuyết, Chiến tranh và hòa bình.
- Dee Jay Daniels trong vai Ethan Bank, một phụ tá và là một trong những người bạn của Will, người có thể tan thành chất lỏng (khiến anh có biệt danh "Popsicle").
- Kelly Vitz trong vai Magenta "Maj" Lewis, một trong những người bạn của Will, người đã biến hình thành một con chuột lang với những vệt màu tím nổi bật trên bộ lông của cô ấy.
- Nicholas Braun trong vai Zachary "Zach" Braun / Zack Attack, người bạn thời thơ ấu của Will, người có khả năng tiềm ẩn phát sáng trong bóng tối.
- Malika Haqq và Khadijah Haqq trong vai Penny Lent, người bạn thân nhất của Gwen, người đã nhân bản chính mình và có năng khiếu thể thao bẩm sinh.
- Jake Sandvig trong vai Lash, một kẻ bắt nạt gầy ở Sky High, người có tính đàn hồi.
- Will Harris trong vai Speed, một kẻ bắt nạt thừa cân ở Sky High, người có thể chạy với tốc độ cực cao.
- Lynda Carter trong vai Hiệu trưởng Powers, hiệu trưởng của Sky High, người có khả năng biến đổi thành dạng năng lượng phát sáng giống như một ngôi sao chổi và quay trở lại theo ý muốn. Câu cửa miệng của cô ấy là "Comets away".
- Bruce Campbell trong vai Tommy Boomowski / Coach Boomer / Sonic Boom, giáo viên thể dục tại Sky High, người có khả năng giải phóng sóng âm từ dây thanh quản của mình, có thể được liệt vào dạng la hét siêu âm. Tên thật của anh ấy được liệt kê là Tommy Boomowski trong Niên giám trên bầu trời của Commander. Công việc của huấn luyện viên Boomer là sắp xếp các siêu anh hùng khỏi các nhóm phụ tá và giám sát cuộc tập trận giải cứu dân thường.
- Kevin Heffernan trong vai Ron Wilson, tài xế xe buýt tốt bụng của Sky High. Anh ta là con trai của hai siêu anh hùng, nhưng không có bất kỳ sức mạnh nào. Anh cảm thấy vô cùng tự hào khi được lái xe đưa các "siêu nhân của ngày mai" đến trường. Cuối phim được tiết lộ rằng anh ta đã rơi vào một thùng chất thải độc hại, có được siêu năng lực của riêng mình.
- Kurt Russell trong vai Steve Stronghold / The Commander, cha của Will, một trong những siêu anh hùng mạnh nhất thế giới, thể hiện sức mạnh siêu phàm và khả năng bất khả xâm phạm , và là một doanh nhân thành đạt trong danh tính bí mật của mình. Trong một cảnh bị xóa, người ta tiết lộ rằng Steve là một phóng viên điều tra, người đang tìm cách thay đổi nghề nghiệp của mình trước khi trở thành một đại lý bất động sản.
- Kelly Preston trong vai Josie DeMarco-Stronghold / Jetstream, mẹ của Will và là một đại lý bất động sản thành công. Trong vai Jetstream, cô ấy sử dụng sức mạnh của chuyến bay siêu thanh; cô ấy cũng được coi là một chuyên gia trong chiến đấu tay đôi.
- Cloris Leachman trong vai Y tá Spex, một phụ nữ lớn tuổi tốt bụng và lập dị, phục vụ như một y tá trường học duy nhất được biết đến của Sky High, với khả năng nhìn tia X. Cô ấy là người nói với Will rằng không phải ai cũng có được sức mạnh ngay cả khi họ là con của hai siêu anh hùng.
- Jim Rash trong vai Mr Grayson / Stitches, người bạn phụ của Royal Pain. Anh đã nuôi dạy cô như con gái của mình sau khi cô bị "Núm vú giả" biến thành một đứa trẻ.
- Dave Foley trong vai Jonathan Boy / All-American Boy, phụ tá cũ của Chỉ huy, người làm việc với tư cách là giáo viên Hỗ trợ Anh hùng tại Sky High.
- Kevin McDonald trong vai Giáo sư Medulla, giáo viên Khoa học điên rồ với bộ não siêu tiên tiến (và quá khổ), giúp anh có trí thông minh cao cấp, khả năng sáng tạo và vô số kỹ năng cấp độ thiên tài.
- Tom Kenny và Jill Talley trong vai Ông bà Chester Timmerman, một cặp đôi chứng kiến Will ngăn Sky High rơi xuống ngôi nhà mới của họ.
- Loren Berman trong vai Larry, một cậu bé mọt sách có thể biến thành quái vật đá.
- Dustin Ingram trong vai Carbon Copy Kid, một cậu bé có thể khiến mình giống bất kỳ ai.
- Nicole Malgarini trong vai Freeze Girl, một cô gái có sức mạnh động học.

Kim Rhodes từng đóng vai Giáo sư Jeannie Elast / Elastic Girl, một cô gái có tài xoay người thành bất cứ thứ gì cô ấy muốn, nhưng vai diễn của cô đã bị cắt khỏi phần phim cuối cùng.